# سارجنت شرایور
رابرت سارجنت شرایور (به انگلیسی: Robert Sargent Shriver) مشهور به سارجنت شرایور (۹ نوامبر ۱۹۱۵ - ۱۸ ژانویه ۲۰۱۱) از سیاست‌مداران و دیپلمات‌های آمریکایی از حزب دموکرات بود.

## زندگی‌نامه
او در سال ۱۹۷۲ به عنوان نامزد معاونت ریاست جمهوری در انتخابات آمریکا شرکت کرد، اما شکست خورد. وی از سال ۱۹۶۸ تا ۱۹۷۰ سفیر آمریکا در فرانسه بود.
سارجنت شرایور شوهر خواهر جان اف. کندی، از رئیسان جمهور پیشین ایالات متحده و پدر همسر آرنولد شوارتزنگر، ستاره هالیوود و فرماندار پیشین ایالت کالیفرنیا، بود.
سارجنت شرایور فعال اصلی در طرح ایجاد سپاه صلح بود و کندی او را به عنوان نخستین مدیر این نهاد داوطلبان برگزید. این سازمان با استفاده از نیروهای داوطلب در بسیاری از کشورها طرح‌های توسعه اقتصادی- اجتماعی اجرا می‌کند.
سارجنت شرایور از سال ۲۰۰۳ به بیماری آلزایمر مبتلا بود و در سال ۲۰۱۱ در بیمارستانی واقع در شهر بتسدای ایالت مریلند واقع در حومه واشینگتن پایتخت آمریکا در ۹۵ سالگی درگذشت. یونایس کندی شرایور، همسر سارجنت شرایور حدود دو سال پیش از او در ایالت ماساچوست درگذشته بود.